# Времеви мрежов протокол
Network Time Protocol (NTP, на български времеви мрежов протокол, мрежов протокол за време) е мрежов протокол, който се използва от програми за сверяване (синхронизация) на часовника на един или мрежа от много компютри. Тези програми са NTP клиенти. Могат да бъдат като самостоятелни програми или вградени в операционна система. В панела за настройка на часовника в Windows е вграден такъв клиент. NTP клиентът се свързва с NTP сървър, който подава точното време посредством мрежовия протокол за време. Логично е NTP сървърът да разполага с изключително точен източник на време като атомен часовник. Друг примерен сценарий за използване на NTP протокола е когато цяла, например корпоративна мрежа се синхронизира с часовника на сървър в тази мрежа. По този начин всички документи и файлове в мрежата ще имат съвършено коректни дати, което е критично важно за груповата работа.
NTP е един от най-старите интернет протоколи, все още в употреба – за първи път е използван през 1985 г. Той е въведен от Дейвид Милс от Делауеърския университет. NTP е предназначен за синхронизирането в рамките на няколко милисекунди от координираното универсално време (UTC) на всички участващи компютри.